# Xã Jennings, Quận Crawford, Indiana
Xã Jennings (tiếng Anh: Jennings Township) là một xã thuộc quận Crawford, tiểu bang Indiana, Hoa Kỳ. Năm 2010, dân số của xã này là 1.436 người.